# Алпин II
Алпин мак Эхдах (гэльск. Alpin mac Echdach) — король Дал Риады (839—842), отец Кеннета I и Дональда I. Имя Алпин происходит от англосаксонского имени Эльфвин.
Хронология и генеалогия королей Дал Риады этого периода ещё недостаточно точно установлена. Ирландские хроники, такие как «Анналы Ульстера» и «Анналы Инишфаллена», приводят имя отца Кеннета I как Алпин. «Хроника королей Альбы» начинается с Кеннета, но некоторые варианты включают в себя ссылку на его отца: «Алпин был убит в Гэллоуэе, после того, как он полностью разорил и опустошил его. И затем королевство скотов было включено в королевство [вариант: землю] пиктов». Алпин был сыном Эохайда IV, который был сыном короля Дал Риады Эохайда III.
Поздняя хроника Джона Фордунского называет отца Кеннета «Алпин, сын Эхэя» [Алпин, сын Эоху], и повествует, что он был убит в войне с пиктами в 836 году.